# Blandings sköldpadda
Blandings sköldpadda (Emys blandingii eller Emydoidea blandingii) är en sköldpaddsart som beskrevs av  John Edwards Holbrook 1838. Emys blandingii ingår i släktet Emys och familjen kärrsköldpaddor. IUCN kategoriserar arten globalt som starkt hotad. Inga underarter finns listade.
Arten förekommer i Nordamerika i USA och Kanada vid de Stora sjöarna. Den hittas även i övre delen av Mississippiflodens avrinningsområde. Två avskilda populationer lever i sydvästra delen av delstaten New York respektive vid Atlanten från södra Maine till Rhode Island.

## Bildgalleri

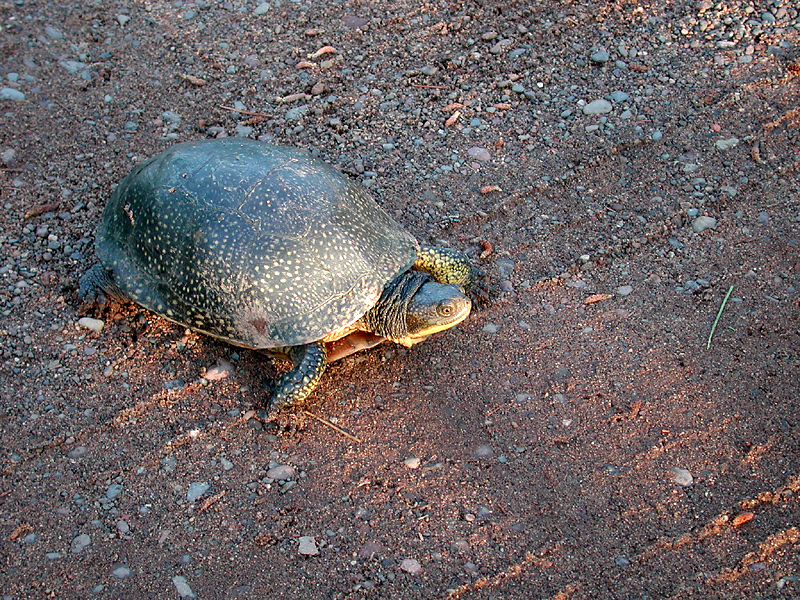
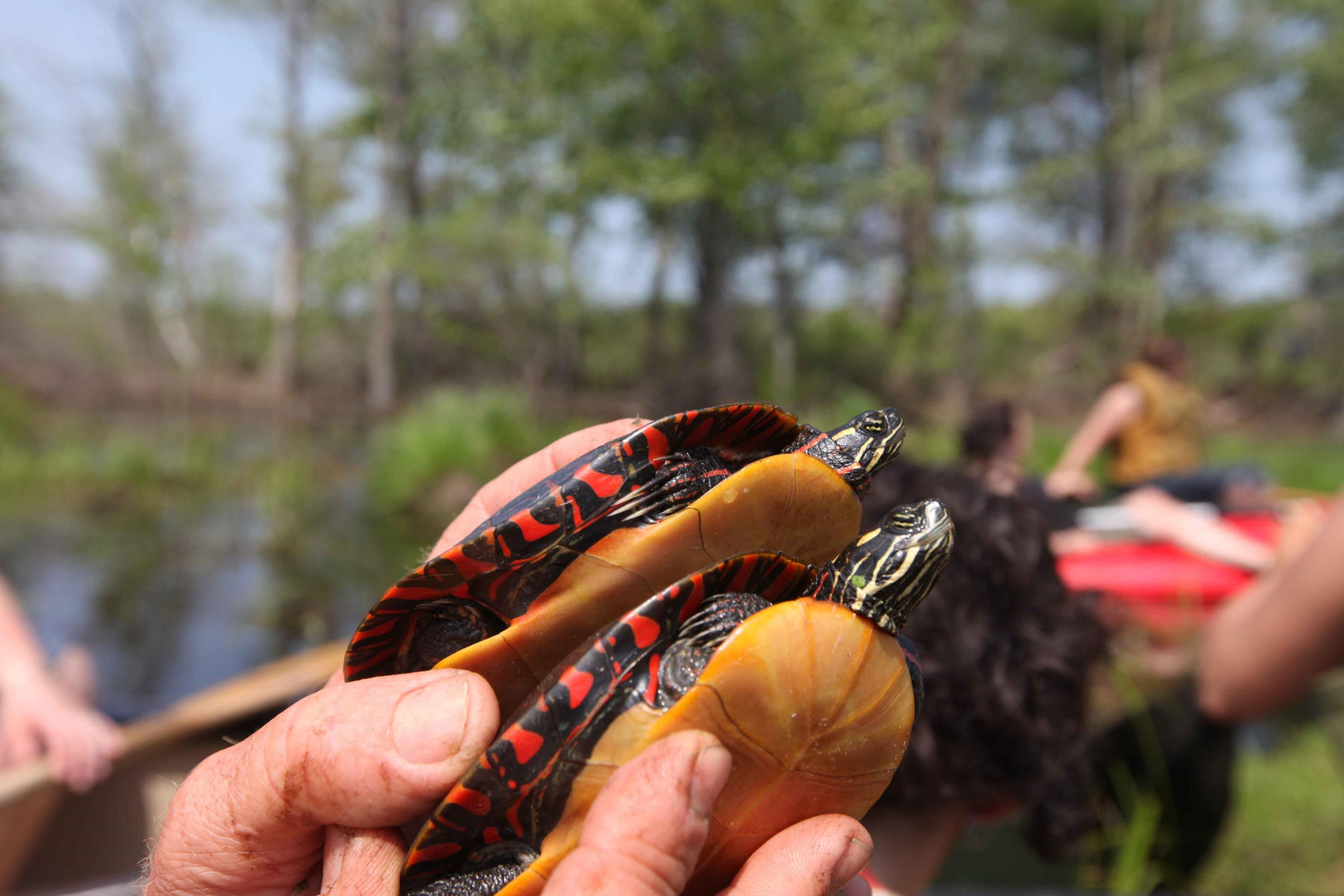
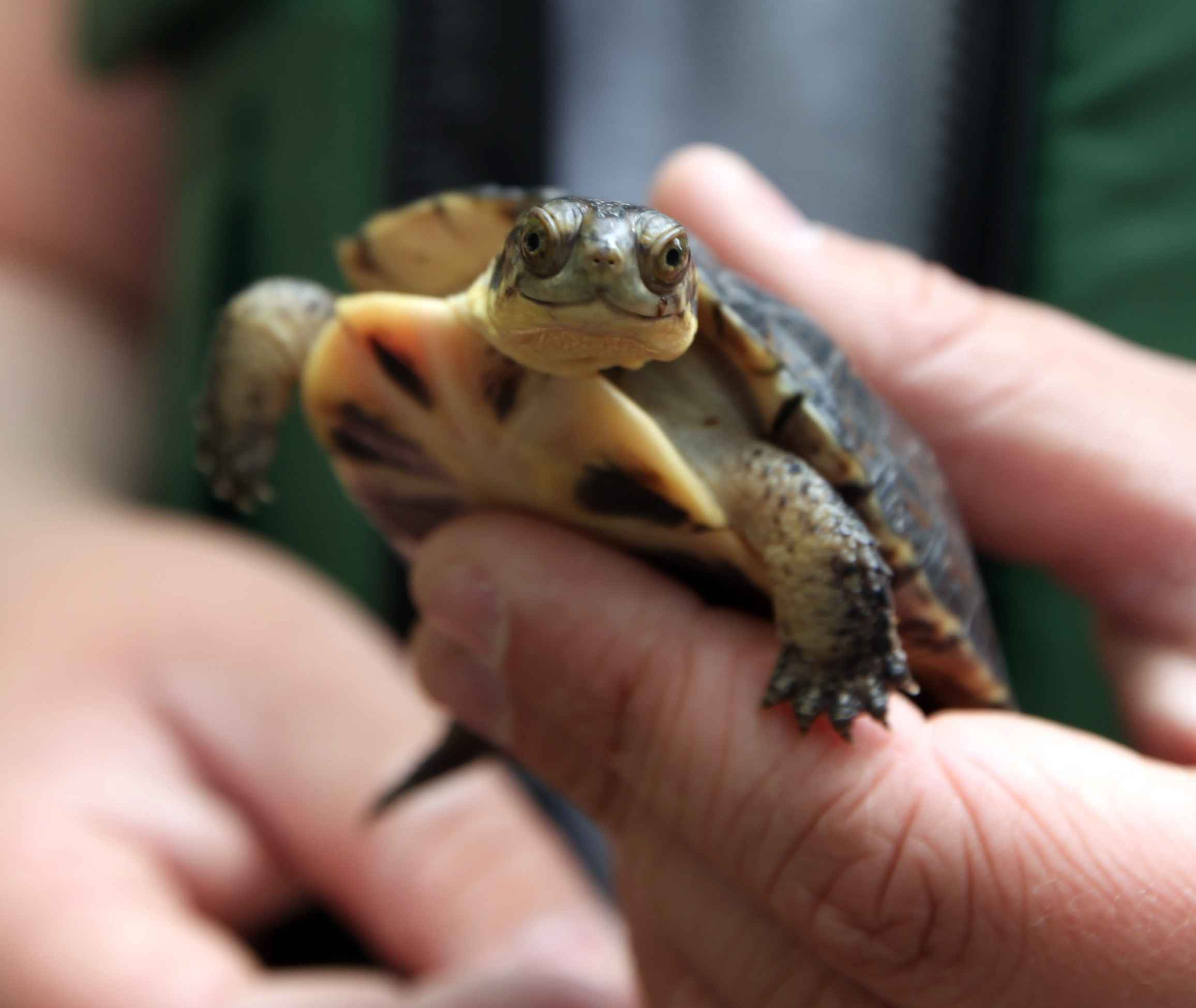